# Mortara (település)
Mortara (lombardul: Murtära) település Olaszországban, Lombardia régióban, Pavia megyében. Lakosainak száma 15 360 fő (2023. január 1.). Mortara Castello d’Agogna, Ceretto Lomellina, Cergnago, Nicorvo, Olevano di Lomellina, Tromello, Vigevano, Albonese, Gambolò és Parona községekkel határos.

## Népesség
A település lakossága az elmúlt években az alábbi módon változott:
| Lakosok száma | 15 673 | 15 355 | 15 362 | 15 360 |
|               | 2010   | 2017   | 2018   | 2023   |